# Regionalflughafen Salisbury

i7
i11
i13
Der Salisbury Regional Airport (ehemals Salisbury–Ocean City–Wicomico Regional Airport; IATA-Code: SBY, ICAO-Code: KSBY) ist ein öffentlicher Flughafen, 10 km südöstlich von Salisbury im Wicomico County, Maryland in den Vereinigten Staaten.

## Flughafendaten
Er hat zwei Asphaltpisten: eine mit 1951 m Länge und 30 m Breite und eine mit 1524 m Länge und 30 m Breite. Die Fläche des Flughafens beträgt 437 ha. Die Seehöhe beträgt 16 m.

## Geschichte
Der Flughafen wurde im Februar 1944 eröffnet und an die US-Marine vermietet. Airfield Operating Corp. mietete den Flughafen im Jahr 1946. Die Chesapeake Airways nahm kommerzielle Flüge nach Easton,  Baltimore und Washington auf. All American Airways ersetzte 1949 Chesapeake Airways und 1950 folgte Allegheny Airlines.
Ab 1968 flog Henson Aviation für Allegheny als Zubringer. Zwischen 1970 und 1979  gehörten zu den Bauprojekten die Verlängerung der Landebahn 14/32 um 500 Fuß (etwa 150 m) und die Installation eines Instrumentenlandesystems. Durch zusätzliche Grundstückserwerbe vergrößerte sich die Flughafengröße auf ca. 820 Acres (331 ha).
Zwischen 1986 und 1988 führte Pennsylvania Airlines im Auftrag von Allegheny den Zubringerdienst durch. Im Jahr 1993 kaufte U.S. Airways Henson Aviation und änderte Hensons Namen in Piedmont Airlines.
Im Jahr 2012 wurde die Sanierung und Erweiterung der Landebahn abgeschlossen. Die Länge der Landebahn 14/32 wuchs um 900 Fuß (274 m) auf 6400 Fuß (1951 m). American Airlines fusionierte mit U.S. Airways 2015. Piedmont wurde eine hundertprozentige Tochtergesellschaft von American. Piedmont erhielt rund 20 Embraer ERJ-145 von American.
Piedmont Airlines ist derzeit die einzige Fluggesellschaft die unter Marke American Eagle den Flughafen bedient.

## Flugbetrieb
Im Jahre 2022 wurden 20.403 Passagiere befördert. Im selben Jahr fanden 58.791 Flugbewegungen statt, davon 13.266 lokale Bewegungen, 16.625 Zwischenlandungen, 7.218 Air-Taxi-Flüge und 21.682 militärische Flüge. In diesem Jahr waren hier 55 einmotorige und 4 zweimotorige Propellerflugzeuge sowie 54 Jetflugzeuge und 3 Hubschrauber stationiert.
Die wichtigste Fluggesellschaft für den Flughafen ist American Airlines. Im Jahre 2017 wurde der Namen des Flughafens in  Salisbury Regional Airport geändert.